# Загорское водохранилище
Загорское водохранилище — водохранилище естественного стока в Крыму, на территории Бахчисарайского района. Находится в глубине Второй Гряды Крымских гор, в верховьях реки Кача и её левого притока Стили. Объём водохранилища 27,85 млн м³, длина — 3,25 км, максимальная ширина — 0,75 км, площадь водной поверхности 1,56 км², максимальная глубина — 43 м, длина береговой линии — около 11,2 км. Высота над уровнем моря — 340 м.
Загорское водохранилище создавалось по личному указанию Никиты Сергеевича Хрущёва (вместе со Счастливенским водохранилищем) для решения вопроса водоснабжения Большой Ялты. Строительство началось в 1964 году — долина Качи в месте впадения левого притока Стили была перегорожена земляной плотиной высотой 48 м, длиной 760 м и шириной по гребню 10 м, наполнение водохранилища закончено в 1975 году (по другим, менее достоверным данным — с 1976 по 1980 год). При строительстве были ликвидированы села Лесниково, Шахты и Шелковичное, как лежащие выше по долине и находящиеся в санитарно-охранной зоне, Загорское — оказавшееся в зоне затопления и Охотничье — попавшее в район непосредственного строительства плотины.
Из водохранилища вода, по водоводу длиной 18,25 км, насосной станцией 1-го подъёма (насосная станция «Кача») подаётся в Счастливенское водохранилище, откуда, уже через Ялтинский гидротоннель, попадает в Ялту.
Водохранилище, ввиду запрета посещения, богато рыбой — водятся толстолобик, карась, карп, краснопёрка, окунь, плотва.